# Union de radio-télévision Asie-Pacifique
Pour les articles homonymes, voir ABU.
L'Union de radio-télévision Asie-Pacifique (en anglais : Asia-Pacific Broadcasting Union, ABU) créée en 1964, est à but non lucratif, association professionnelle des organismes de radiodiffusion. Elle compte actuellement 200 membres dans 57 pays et régions, atteignant une audience potentielle d'environ trois milliards de personnes. Le rôle de l'ABU est d'aider le développement de la radiodiffusion dans la région Asie-Pacifique et de promouvoir les intérêts collectifs de ses membres. L'ABU couvre une zone qui s'étend de la Turquie à l'ouest de Samoa à l'est, et de la Russie dans le nord de la Nouvelle-Zélande dans le sud. Son secrétariat est situé dans Angkasapuri, à Kuala Lumpur, en Malaisie.
L'une des activités de l'ABU est Asiavision, un échange quotidien d'un flux de nouvelles par satellite entre les stations de télévision dans vingt pays d'Asie. L'ABU négocie également les droits de retransmission de grands événements sportifs pour ses membres, collectivement, et réalise un large éventail d'activités dans les secteurs de programme et techniques. L'ABU fournit un forum pour promouvoir les intérêts collectifs de télévision et de radio, et encourage la coopération régionale et internationale entre les diffuseurs.
Les membres à part entière doivent être radiodiffuseurs free to air nationaux de la région Asie-Pacifique, mais il y a une catégorie de membres associés qui est ouverte aux radiodiffuseurs provinciaux, les diffuseurs de souscription et les radiodiffuseurs nationaux dans d'autres parties du monde, et une catégorie d'affiliation qui est ouverte à des organisations liées à la radiodiffusion.

## Adhésion
Un certain nombre de différents types d'adhésion est disponible pour les radiodiffuseurs nationaux et les organisations nationales de radiodiffusion. Il s'agit notamment de la pleine adhésion et l'adhésion supplémentaire, d'associés, d'affiliés et de membres institutionnels.

### Membres actifs
- Voici une liste de membres à part entière de l'ABU. Ce sont les membres qui sont des nations indépendantes dans la région de radiodiffusion ABU, et se composent de deux membres par pays. Les radiodiffuseurs ont la possibilité de changer entre l'adhésion pleine et entière et la supplémentaire[1].

| Pays                      | Organisme                                             | Dans la langue d'origine | Sigle     |
| ------------------------- | ----------------------------------------------------- | --- | --------- |
| Afghanistan               | Radio Television Afghanistan                          | رادیو تلویزیون ملی افغانستان | RTA       |
| Afghanistan               | Moby Capital Partners Ltd                             | | Moby      |
| Arabie saoudite           | Saudi Arabian Radio and Television                    | التلفزيون السعودي | SAB/SAR   |
| Australie                 | Australian Broadcasting Corporation                   | Australian Broadcasting Corporation | ABC       |
| Australie                 | Special Broadcasting Service                          | Special Broadcasting Service | SBS       |
| Azerbaïdjan               | İctimai Televiziya                                    | İctimai Televiziya və Radio Yayımları Şirkəti | İTV       |
| Bangladesh                | Télé Bangladesh                                       | বাংলাদেশ টেলিভিশন | BTV       |
| Bangladesh                | Bangladesh Betar                                      | বাংলাদেশ বেতার | BB        |
| Bangladesh                | Ekushey Television                                    | একুশে টেলিভিশন | ETV       |
| Bhoutan                   | Bhutan Broadcasting Service                           | འབྲུག་རྒྱང་བསྒྲགས་ལས་འཛིན | BBS       |
| Brunei                    | Radio Television Brunei                               | Radio Televisyen Brunei | RTB       |
| Cambodge                  | National Television of Kampuchea                      | ទូរទស្សន៍ជាតិកម្ពុជា | TVK       |
| Cambodge                  | National Radio of Kampuchea                           | អគ្គនាយកដ្ឋានវិទ្យុជាតិកម្ពុជា | RNK       |
| Birmanie                  | Radio et Télévision du Myanmar                        | မြန်မာ့အသံနှင့်ရုပ်မြင်သံကြား | MRTV      |
| Chine                     | Télévision centrale de Chine                          | 中国中央电视台 | CCTV      |
| Corée du Sud              | Korean Broadcasting System                            | 한국방송공사 | KBS       |
| Corée du Sud              | Munhwa Broadcasting Corporation                       | 문화방송주식회사 | MBC       |
| Égypte                    | Egyptian Radio and Television Union                   | إتحاد الإذاعة و التليفزيون المصري | ERTU      |
| Fidji                     | Fiji Television                                       | Fiji Television | FTV       |
| Inde                      | All India Radio                                       | आकाशवाणी | AIR       |
| Inde                      | Doordarshan                                           | दूरदर्शन | DDI       |
| Indonésie                 | Radio Republik Indonesia                              | | RRI       |
| Indonésie                 | Televisi Republik Indonesia                           | | TVRI      |
| Iran                      | Islamic Republic of Iran Broadcasting                 | صدا و سيمای جمهوری اسلامی ايران | IRIB      |
| Japon                     | NHK                                                   | 日本放送協会 | NHK       |
| Japon                     | Tokyo Broadcasting System                             | 東京放送 | TBS       |
| Jordanie                  | Société radiodiffusion-télévision jordanienne         | مؤسسة الإذاعة والتلفزيون الأردني | JRTV      |
| Kazakhstan                | Astana TV                                             | - Астана телеарнасы (Kazakh) - Астана телевидения (Russian)                                                                                      | ATV       |
| Kazakhstan                | Khabar Agency                                         | - Хабар Агенттігі (Kazakh) - Агентство Хабар (Russian)                                                                                           | KA        |
| Kiribati                  | Broadcasting and Publications Authority               | Broadcasting and Publications Authority | BPA       |
| Kirghizistan              | Kyrgyz Public Broadcasting                            | Кыргыз Республикасынын Коомдук телерадиоберүү корпорациясы (Kyrgyz) Общественная телерадиовещательная корпорация Кыргызской Республики (Russian) | KTR       |
| Laos                      | Lao National Radio                                    | ວິທະຍຸກະຈາຍສຽງແຫ່ງຊາດລາວ | LNR       |
| Laos                      | Lao National Television                               | ສະຖານີໂທລະພາບແຫ່ງຊາດລາວ | LNTV      |
| Malaisie                  | Radio Televisyen Malaysia                             | Radio Televisyen Malaysia | RTM       |
| Maldives                  | Maldives National Broadcasting Corporation            | މޯލްޑިވްސް ބްރޯޑްކާސްޓިންގް ކޯޕަރޭޝަން | MNBC      |
| Maldives                  | Island Broadcasting Pvt Ltd                           | Island Broadcasting Pvt Ltd | VTV       |
| Mongolie                  | TV5                                                   | TV5 Телевиз | TV5       |
| Mongolie                  | Mongolian National Broadcaster                        | Монголын Үндэсний Олон Нийтийн Телевиз | MNB       |
| Népal                     | Nepal Television                                      | नेपाल टेलिभिजन | NTV       |
| Népal                     | Radio Nepal                                           | रेडियो नेपाल | RNE       |
| Nouvelle-Zélande          | Television New Zealand                                | Television New Zealand Te Whakaaratanga o Aotearoa (Māori)                                                                                       | TVNZ      |
| Ouzbékistan               | National Television and Radio Company of Uzbekistan   | O'zbekiston milliy teleradiokompaniyasi | NTRC      |
| Pakistan                  | Radio Pakistan                                        | ریڈیو پاکستان | PBC       |
| Pakistan                  | Télé Pakistan                                         | پاكِستان ٹیلی وژن نیٹ ورک | PTV       |
| Papouasie-Nouvelle-Guinée | National Broadcasting Corporation of Papua New Guinea | National Broadcasting Corporation of Papua New Guinea                                                                                            | NBC/PNG   |
| Papouasie-Nouvelle-Guinée | Media Niugini Limited                                 | Media Niugini Limited | MNL       |
| Philippines               | People's Television Network                           | People's Television Network Telebisyon ng Bayan (Filipino)                                                                                       | PTNI      |
| Qatar                     | Al Jazeera Children's Channel                         | الجزيرة للأطفال | JCC       |
| Qatar                     | Qatar Media Corporation                               | المؤسسة القطرية للإعلام | QMC       |
| Samoa                     | Samoa Broadcasting Corporation                        | Samoa Broadcasting Corporation | SBC       |
| Singapour                 | MediaCorp                                             | Media Corporation of Singapore (anglais) 新传媒私人有限公司 (chinois) Perbadanan Media Singapura (malais) மீடியாகார்ப் (tamoul)                        | MediaCorp |
| Îles Salomon              | One News Limited                                      | One News Limited | 1NL       |
| Sri Lanka                 | Sri Lanka Broadcasting Corporation                    | ශ්‍රී ලංකා ගුවන් විදුලි සංස්ථාච (Sinhala) இலங்கை ஒலிபரப்புக் கூட்டுத்தாபனம் (Tamil)                                                                                        | SLBC      |
| Sri Lanka                 | Rupavahini                                            | ශ්‍රී ලංකා රූපවාහිනී සංස්ථාව (Sinhala) இலங்கை ரூபவாகினி கூட்டுத்தாபனம் (Tamil)                                                                                            | SLRC      |
| Thaïlande                 | National Broadcasting Services of Thailand            | สถานีวิทยุโทรทัศน์แห่งประเทศไทย | NBT       |
| Thaïlande                 | TV Pool of Thailand                                   | — | TPT       |
| Timor oriental            | Radio-Television East Timor                           | Radio-Televisão Timor Leste (Portuguese) Radio-Televizaun Timor Lorosae (Tetum)                                                                  | RTTL      |
| Tonga                     | Tonga Broadcasting Commission                         | Tonga Broadcasting Commission Komisoni Fakamafolalea Tonga (Tongan)                                                                              | TBC       |
| Turquie                   | Radio-télévision de Turquie                           | Türkiye Radyo ve Televizyon Kurumu | TRT       |
| Vanuatu                   | Société de radiodiffusion et télévision du Vanuatu    | Vanuatu Broadcasting and Television Corporation (en) Société de radiodiffusion et télévision du Vanuatu (fr)                                     | VBTC      |
| Viêt Nam                  | Télé-Viêt Nam                                         | Đài Truyền hình Việt Nam | VTV       |
| Viêt Nam                  | Voix du Vietnam                                       | Đài Tiếng nói Việt Nam | VOV       |

### Membres additionnels

Les pays ayant des membres complémentaires des membres à part entière de l'ABU.

- Voici une liste de membres supplémentaires de l'ABU. Ce sont les pays membres qui ont déjà deux organisations membres en pleine adhésion, et pour des pays de la zone non-indépendante[1].

| Pays          | Organisme                                           | Nom dans la langue d'origine                  | Sigle       |
| ------------- | --------------------------------------------------- | --------------------------------------------- | ----------- |
| Afghanistan   | Saba Media Organization                             | تلویزیون سبا                                  | Saba TV     |
| Afghanistan   | Noorin Radio Television Network                     | تلویزیون نورین                                | NRTN        |
| Australie     | —                                                   | —                                             |             |
| Bangladesh    | Radio Broadcasting FM (Bangladesh) Company Limited  | Radio Broadcasting FM (Bangladesh) Co. Ltd.   | Radio Today |
| Bangladesh    | Ekushey Television                                  | একুশে টেলিভিশন                                     | ETV         |
| Bhoutan       | Centennial Radio                                    | Centennial Radio                              | CR101       |
| Fidji         | Fiji Broadcasting Corporation                       | Fiji Broadcasting Corporation Limited         | FBCL        |
| Hong Kong     | Asia Television Limited                             | 亞洲電視有限公司                              | ATV         |
| Hong Kong     | Hong Kong Commercial Broadcasting Company Limited   | 香港商業電台                                  | HKCBC       |
| Hong Kong     | Metro Broadcast Corporation Limited                 | 新城廣播有限公司                              | METRO       |
| Hong Kong     | Radio Television Hong Kong                          | 香港電台                                      | RTHK        |
| Hong Kong     | Television Broadcasts Limited                       | 電視廣播有限公司                              | TVB         |
| Indonésie     | Pt. Cakrawala Andalas Televisi                      | —                                             | ANTV        |
| Indonésie     | Pt. Cipta Televisi Pendidikan Indonesia             | —                                             | TPI         |
| Indonésie     | Pt. Indosiar Visual Mandiri                         | —                                             | IVM         |
| Indonésie     | Pt. Rajawali Citra Televisi Indonesia               | —                                             | RCTI        |
| Liban         | Radio Liban                                         | اذاعة لبنان                                   | RL          |
| Macao         | Teledifusão de Macau                                | 澳門廣播電視股份有限公司 Teledifusão de Macau | TDM         |
| Malaisie      | NatSeven TV Sdn Bhd                                 | Natseven TV Sdn Bhd                           | NTV7        |
| Malaisie      | Sistem Televisyen Malaysia Berhad                   | Sistem Televisyen Malaysia Berhad             | TV3         |
| Mongolie      | TV9 Television                                      | TV9 Телевиз                                   | TV9         |
| Mongolie      | Ulaanbaatar Broadcasting System                     | Улаанбаатар Телевиз                           | UBS         |
| Mongolie      | MN25 Television                                     | 25-р Суваг Телевиз                            | MN25        |
| Mongolie      | Mongolian National Educational Channel              | Боловсрол Суваг                               | EduTV       |
| Mongolie      | New Television                                      | NTV Телевиз                                   | NTV         |
| Mongolie      | Mongolian Radio and Television Broadcasting Network | Монголын Үндэсний Олон Нийтийн Телевиз        | MRTBN       |
| Île Norfolk   | Norfolk Island Broadcasting Service                 | Norfolk Island Broadcasting Service           | VL2NI       |
| Corée du Nord | Télévision centrale coréenne                        | 조선중앙텔레비죤방송                          | KCTV        |
| Pakistan      | Hum Network Limited                                 | —                                             | HUM TV      |
| Pakistan      | ATV/Shalimar Recording & Broadcasting Company       | —                                             | ATV/SRBC    |
| Pakistan      | Virtual University of Pakistan                      | —                                             | VU          |
| Philippines   | Philippine Broadcasting Service                     | —                                             | PBS         |
| Corée du Sud  | Educational Broadcasting System                     | 한국교육방송공사                              | EBS         |
| Corée du Sud  | Seoul Broadcasting System                           | 서울방송시스템                                | SBS         |
| Sri Lanka     | P Networks                                          | P Networks (Private) Limited.                 | EAP         |
| Sri Lanka     | Independent Television Network Limited              | Independent Television Network Limited        | ITN         |
| Sri Lanka     | MBC Networks                                        | MBC Networks (Pvt) Limited                    | MBC Radio   |
| Sri Lanka     | MTV Channel                                         | MTV Channel (Pvt) Limited                     | MTV         |
| Thaïlande     | Thai Public Broadcasting Service                    | องค์การกระจายเสียงและแพร่ภาพสาธารณะแห่งประเทศไทย  | TPBS        |
| Viêt Nam      | VTC Digital Television                              | Truyền hình kỹ thuật số VTC                   | VTC         |

### Membres associés

Pays avec statut de membre associé de l'ABU.

- Voici une liste des membres associés de l'ABU. Ce sont des diffuseurs internationaux au-delà de la région ABU, et les associations nationales de radiodiffusion[1].

| Pays             | Organisme | Nom dans langue d'origine | Sigle            |
| ---------------- | --- | --- | ---------------- |
| Australie        | Commercial Radio Australia Limited                                                                                      | Commercial Radio Australia Limited | CRA              |
| Australie        | CVC Network Limited | CVC Network Limited | CVC              |
| France           | France Télévisions | | france.tv        |
| Allemagne        | Arbeitsgemeinschaft der öffentlich-rechtlichen Rundfunkanstalten der Bundesrepublik Deutschland                         | | ARD              |
| Allemagne        | Zweites Deutsches Fernsehen                                                                                             | | ZDF              |
| Hong Kong        | Cable TV Hong Kong | 香港有線電視 | HKCTV            |
| Hong Kong        | Phoenix Television | 鳳凰衛視控股有限公司 | Phoenix TV       |
| Hong Kong        | Dim Sum Television | 點心衛視 | Dim Sum TV       |
| Hong Kong        | PCCW Media Limited | 電訊盈科有限公司 | Now TV           |
| Japon            | Association nationale des diffuseurs commerciaux du Japon                                                               | 日本の商業全米放送事業者協会 | NAB              |
| Indonésie        | PT Media Televisi Indonesia                                                                                             | — | METRO TV         |
| Indonésie        | PT Indonusa Telemedia                                                                                                   | — | Telkomvision     |
| Indonésie        | PT Karyamegah Adijaya                                                                                                   | — | Aora TV          |
| Malaisie         | ASTRO All Asia Networks plc                                                                                             | — | AAAN             |
| Malaisie         | U Television Holdings Sdn Bhd                                                                                           | — | U Television     |
| Malaisie         | PT Karyamegah Adijaya                                                                                                   | — | Aora TV          |
| Maurice          | Mauritius Broadcasting Corporation                                                                                      | Mauritius Broadcasting Corporation | MBC              |
| Micronésie       | Federated States of Micronesia Broadcasting Service                                                                     | — | FSMBS            |
| Mongolie         | Eagle Broadcasting Company                                                                                              | Ийгл Телевиз | EBC              |
| Mongolie         | BTV Television | — | "BTV" Television |
| Mongolie         | DDish TV | ДДэшТВ ХХК | DDish TV         |
| Mongolie         | Supervision Broadcasting Network Television                                                                             | SBN Телевиз | SBN              |
| Pays-Bas         | Radio Nederland Wereldomroep                                                                                            | | RNW              |
| Nouvelle-Zélande | Radio New Zealand | Radio New Zealand (anglais) Te Reo Irirangi o Aotearoa (maori) | RNZ              |
| Norvège          | Norsk rikskringkasting                                                                                                  | | NRK              |
| Pakistan         | Geo Independent Media Corporation Ltd                                                                                   | Geo Television | Geo              |
| Philippines      | Association of Broadcasters of the Philippines                                                                          | Kapisanan ng mga Brodkaster ng Pilipinas | KBP              |
| Qatar            | Al Jazeera English | قناة الجزيرة حاصلة | AJE              |
| Russie           | Compagnie pan-russe d'État de télévision et de radiodiffusion (Russian State Television and Radio Broadcasting Company) | Всероссийская государственная телевизионная и радиовещательная компания | RTR              |
| Russie           | Alternative Irkutsk Studio of TV                                                                                        | — | AIST             |
| Singapour        | MediaCorp TV Singapore                                                                                                  | MediaCorp Pte Ltd | MediaCorp TV     |
| Suisse           | Société suisse de radiodiffusion et télévision                                                                          | SRG SSR - Radio- und Fernsehgesellschaft (allemand) - Société suisse de radiodiffusion et télévision (français) - Società svizzera di radiotelevisione (italien) - Societad svizra da radio e -televisiun (romanche) | SRG SSR          |
| Royaume-Uni      | British Broadcasting Corporation                                                                                        | British Broadcasting Corporation | BBC              |
| États-Unis       | American Broadcasting Companies                                                                                         | American Broadcasting Companies | ABC              |
| États-Unis       | CBS Corporation | CBS Corporation | VIACOM/CBS       |
| États-Unis       | National Association of Broadcasters                                                                                    | National Association of Broadcasters | NAB              |
| États-Unis       | Turner Broadcasting System                                                                                              | Turner Broadcasting System | TBS              |
| États-Unis       | Voice of America | Voice of America | VOA              |
| États-Unis       | Trans World Radio | Trans World Radio | TWR              |